# Mănăstirea Sfântul Makarie din Jioltîe Vodî
Mănăstirea Sfânta Treime- Sfântul Makarie din Jiotîe Vodîî este o mănăstire ortodoxă de maici situată pe malul stâng al fluviului Volga, în satul Makarievo, raionul Lîkovo, regiunea Nijni Novgorod.

## Istoric

### Înființarea mânăstirii -
Mănăstirea a fost fondată în prima jumătate a secolului al XV-lea de sfântul Sf. Macarie din Jeltovodsk și Unja, ca mănăstire de călugări. Numele „din Jioltîe Vodî „provine de la Lacul Galben, pe malul căruia Sfântul Macarie a întemeiat o mănăstire. În decursul timpului Volga și-a schimbat cursul și a cuprins lacul, astfel încât mănăstirea a ajuns pe malul fluviului. Mânăstiea este cunoscută și sub numele de Mânăstirea Sfintei Treimi, după hramul bisericii principale a mânăstirii..
În 1439, mănăstirea fost arsă de hanul Ulugh Muhammad, iar Sfântul Macarie a fost luat prizonier la Kazan. După ce a fost eliberat călugărul Macarie a cerut și liberarea altor prizonieri. Astfel 400  bărbați și mai multe femei cu copii au fost eliberați de cătușele lor. Totuși, hanul le-a interzis să rămână pe teritiriul hanatului, asfel îhcât sfântul Makarie a fost silit să-și caute alt loc unde să se refugieze, oprindu-se în orașul Unja unde a murit la 25 iulie 1444, în vârstă de 95 de ani.

### Reconstruirea mănăstirii
Mănăstirea a fost reconstruită pe vechiul amplasament călugărul Avraami Aleksi în 1620.

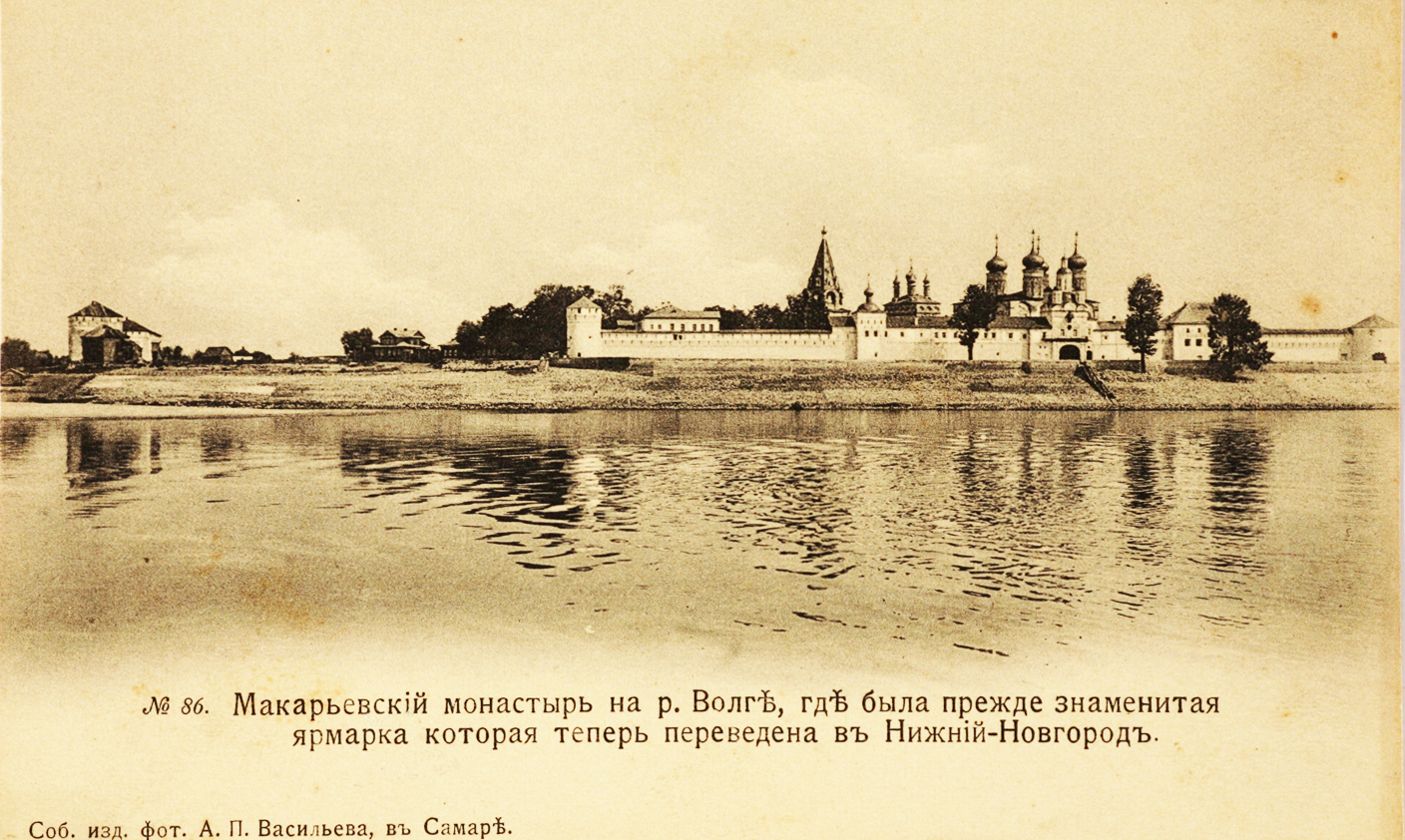
Mănăstirea Sfântul Makarie din Jioltîe Vooî Makarievskyde pe Volga. anii 1900

Amplasarea convenabilă a mănăstirii pe malulvl Volgăi navigabile și sârguința stareților au determinat ofganizarea unuitârgu pe terenurile mănăstirii. Numit târgul Makarevo după amplasamentul mâhăstirii, târgul a fost cel mai mare din Rusia și probabil din Europa. Din taxele comerciale a fost refăcută mănăstirea și au fost ridicate clădiri din piatră. În 1816, Târgul Makarrevo a ars în împrejurări ciudate. În mare parte din motive politice, în 1817, Târgul Makarevo a fost mutat la Nijni Novgorod (fără a pierde însă numele). Veniturile mănăstirii s-au redus, apoi a fost deteriorată de un mare incendiu, iar în 1859, cupola centrală a bisericii SfântaTreime s-a prăbușit. 
În 1868, mănăstirea a fost desființată.
Când împăratul Alexandru al III-lea s-a urcat pe tron, unul dintre primele sale decrete a fost cel privind reînființarea Mănăstirii Sfântul Makarie din Jioltîe Vodî. Mănăstirea a fost redeschisă în 1883, dar ca mănăstire de maici.
Înainte de revoluția din 1917, s-au făcut multe în restaurare și reparare. Biserica Sfânta Treime a fost restaurată, iar până în 1916 cupola principală a fost reconstruită.

### Perioada sovietică
Până în 1917, în mănăstire erau aproximativ 300 de maici. În anii puterii sovietice, mănăstirea a funcționat inițial ca o cooperativă de muncă monahală. În 1923 Aleksandr Sciukin a fost numit episcop de Makarovo, eparhie nou înființafă, desfiițnțată în 1931; episcopul a fost condamnat pentru spionaj și agitație anti-revoluționară, fiind împușcat în 1937.
În 1927, mănăstirea a fost lnchidsă definitiv. În 1928-1929, un orfelinat a fost amplasat între zidurile sale, iar în timpul Marelui Război Patriotic - un spital. În 1943, mănăstirea a fost repartizată Colegiului Veterinar Lîskovo; animalele au fost ținute își furajele au fost depozitate în biserici. La începutul anilor 1990 au vrut să transforme mănăstirea într-un centru turistic.

## Situația actuală
- Din 1991 clădirile mănăstirii au fost transferate în Eparhia Nijni Novgorod. În același an, în urma unei deciziii a Sfântului Sinod, mănăstirea a fost redeschisă. [5] În mănăstire locuiau aproximativ 25 de maici.
- La 7 august 2007, moaștele Sfântului Macarie au fost transferate de la Mănăstirea Sfântul Makarie de la Mănăstirea Înălțarea din Pecherski.[6]

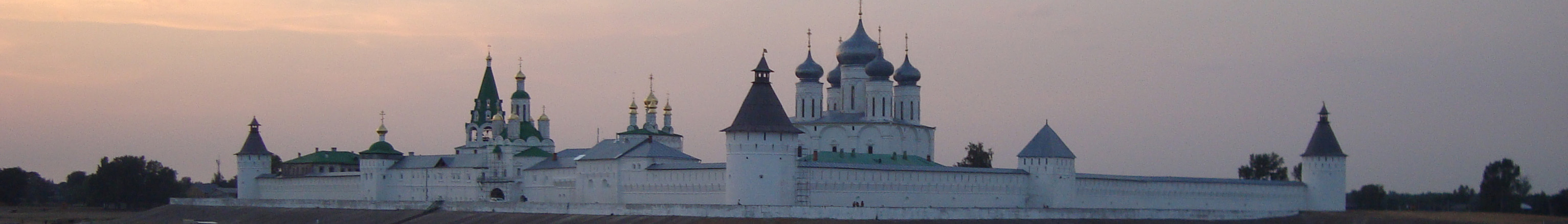
Mănăstirea Sfântul Makarie din Jioltîe Vodî în 2018.

## Arhitectură

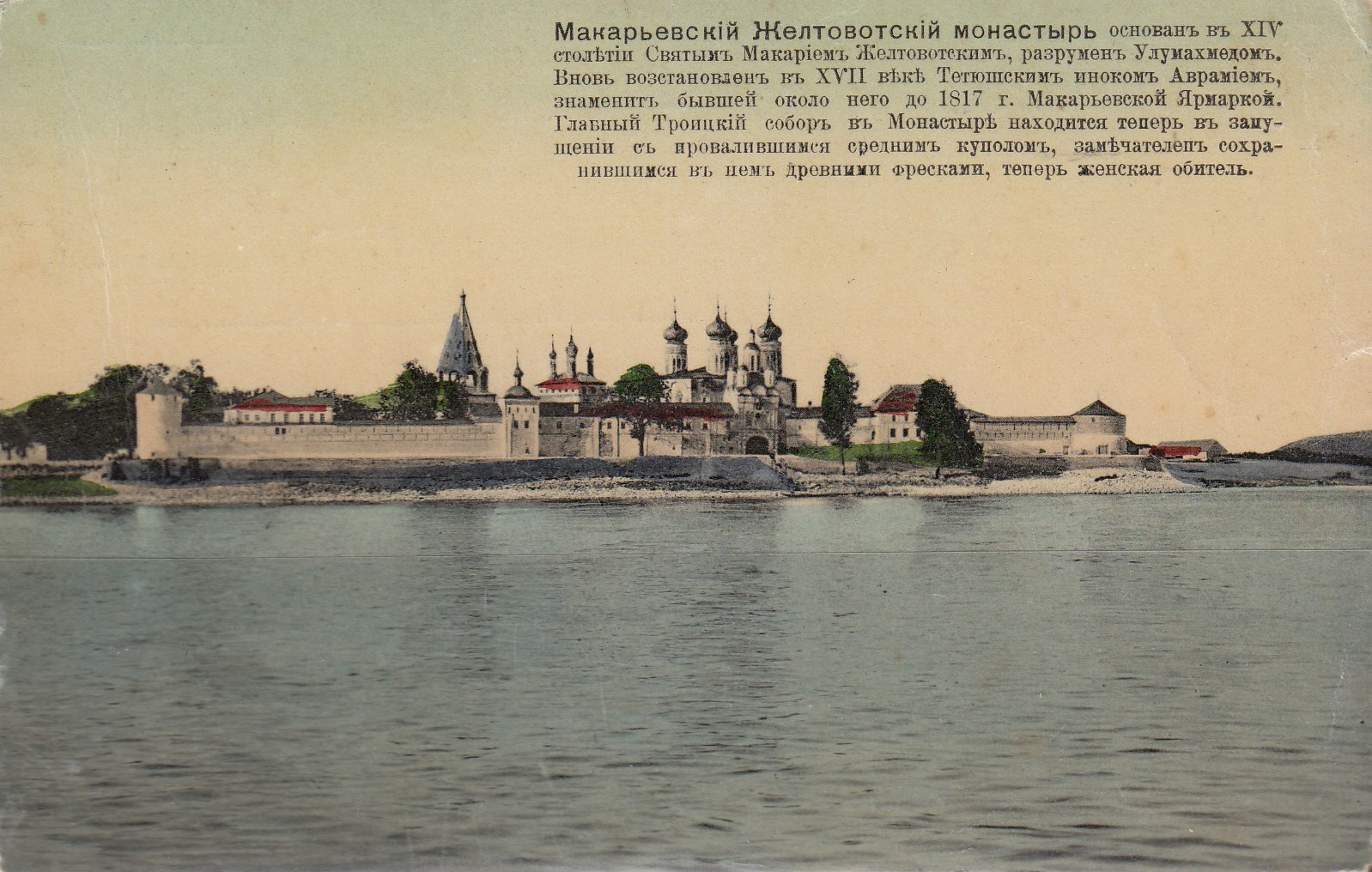
Mănăstireq în anii 1900

Din 2007, mănăstirea are următoarele biserici:
- Catedrala Sfintei Treimi Dătătoare de Viață - construită în 1664 după modelul Catedralei Adormirea Maicii Domnului din Moscova;
- Biserica Adormirea Sfintei Fecioare Maria, cu trapeză și turn-clopotniță (1654);
- Biserica Sfântul ArhanghelMihail (1674) la intrarea în mâhăstire;
- Biserica Sfântul Grigorie de Pelshem pe peretele sudic al mănăstirii (1786);
- Biserica Sfântul Macarie din Jioltîe Vodî la Jeltovodsk (1809).[7]

Mănăstirea este inconjurata de ziduri fortificate cu turnuri.

## Numismatică
La 3 iunie 2019, Banca Rusiei a emis o monedă comemorativă de argint cu o valoare nominală de 25 de ruble „Mănăstirea Sfânta Treime - sfântul Makariei dih Jioltîe Vodî, regiunea Nijni Novgorod” din seria „Monumentele de arhitectură ale Rusiei”.